# Ториен, Марк
Марк Ториен (англ. Marq Torien; род. 22 сентября 1961 года, Лос-Анджелес, Калифорния, США) — американский музыкант, участник рок-группы BulletBoys. Также известен участием в глэм-метал-группе Ratt как соло-гитарист, а также в King Cobra как вокалист.

## Биография
В 1982 году Ториен был соло-гитаристом в тогда ещё неподписанной группе Ratt, в которой на время заменил Уоррена ДеМартини.
В 1983 году Ториен играл в группе Kagny & The Dirty Rats, вместе с которой выпустил одноимённый альбом.
После возвращения ДеМартини Ториен участвовал в недолговечной группе Hawk.
В 1984 году Ториен снова стал гитаристом, сформировав группу Touch с барабанщиком Марком Данцайзеном, будущим вокалистом Icon Джерри Харрисоном и будущим басистом Chalk FarM Орландо Симсом.
Группа записала демо из пяти песен, которое услышал Сильвестр Сталлоне во время его поиска новых групп для исполнения песен для Рокки 4.
После этого Touch записали песню «The Sweetest Victory», которая вошла в саундтрек. Трек не вошёл в режиссёрскую версию фильма Сталлоне в 2021 году.
В 1986 году Ториен основал группы BulletBoys. Первоначальный состав состоял из самого Ториена, его коллег по King Cobra: гитариста Мика Сведа, басиста Лонни Венсента. Барабанщик Джимми Д’Анда на тот момент не играл в группах. В 1987 году Ториен был вокалистом в группе King Kobra.
Ториен добавил вокал в трек «Texas Lawman» группы From The Regulators на их одноимённом альбоме в 1993 году.
Марк также исполнил вокал в треках «Dogtown» и «One More Tonight» на втором альбоме Черри Сент-Монро в 1994 году.
Бас-гитарист Руди Сарзо в своей книге «Off the Rails» рассказывал историю о прослушивании Ториена в сольную группу Оззи Осборна после смерти Рэнди Роадса.

## Дискография
В составе Kagny & The Dirty Rats
- Kagny & The Dirty Rats (1983)

В составе Touch
- Rocky IV (1985) — трек «The Sweetest Victory»

В составе Bulletboys
- BulletBoys (1988)
- Freakshow (1991)
- Za-Za (1993)
- Acid Monkey (1995)
- Sophie (2003)
- 10¢ Billionaire (2009)
- Rocked and Ripped (2011)
- Elefante' (2015)
- From Out of the Skies (2018)

В составе From The Regulators
- From The Regulators (1993) — трек «Texas Lawman»

с Черри Сент-Монро
- Cherry St. Monroe (1994) — треки «Dogtown» и «One More Tonight»

В составе King Kobra
- The Lost Years (1999)